# Wasserfall
нім. Wasserfall (укр. Водоспад) — зенітна керована ракета класу «земля — повітря» належить до типу керованих ракет із ручним керуванням на лінії прицілювання (MCLOS) (англ. Manual Command to Line of Sight, нім. Manuelle Steuerung über Sichtverbindung). Концепція розроблялась з 1941, а 2 листопада 1942 були затверджені Технічні Умови на неї. З березня 1943 розпочались випробовування моделей складових частин ракети. Випробування з 40 запусками проводили 29 квітня 1944 до 26 лютого 1945 у Пенемюнде під керівництвом Вальтера Дорнбергера. На завершальних випробовуваннях у березні 1945 ракета розвинула швидкість 780 км/год і досягнула висоти 16 км. Були розроблені модифікації W1, W5, W10. На травень 1945 планували розпочати серійне виробництво з розгортанням 200 (згодом до 300) батарей ракет навколо найбільших міст на відстані 80 км поміж ними. Загалом було збудовано 50 прототипів ракет.

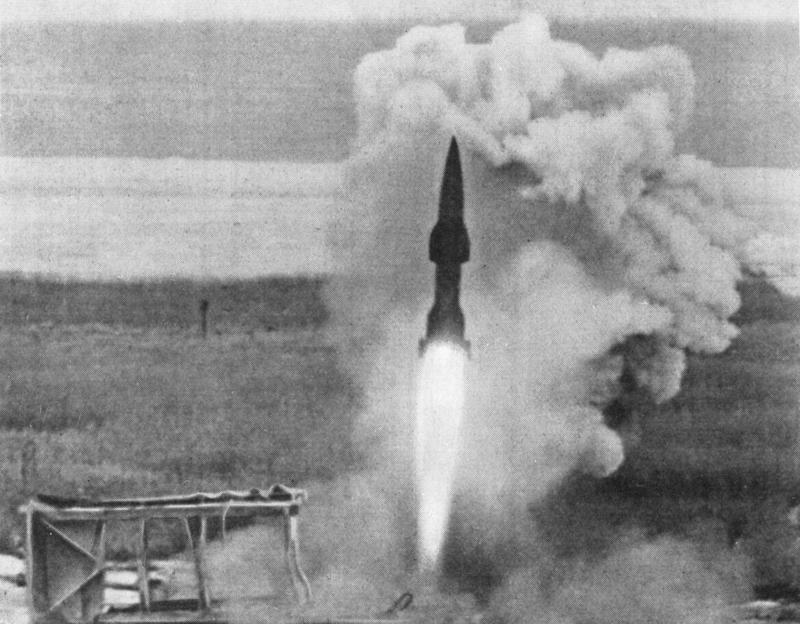
Тестовий старт Wasserfall. 1944

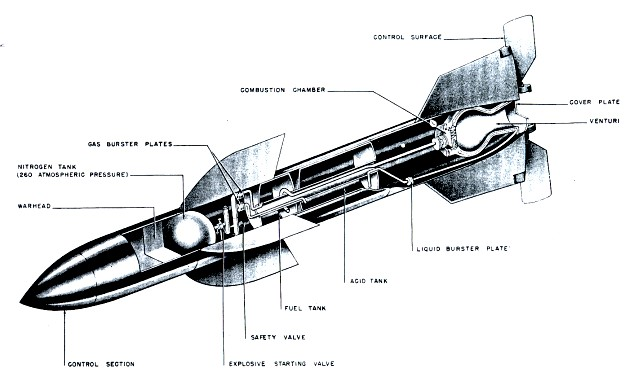
Схема ракети Wasserfall

Призначалась для підтримки зенітних батарей проти бомбардувальників на великій висоті та відстані до 48 км і висоті 18-20 км. Паливні компоненти подавались до ракетного двигуна під тиском стисненого азоту. Паливо для ракети мало забезпечити тривалий період готовності до старту. Воно складалось з окислювача — SV-речовини (10 % сульфатної кислоти і 90 % нітратної кислоти) і палива — Visol (ізобутилвінілетер + анілін). Вона стартувала вертикально зі стартової позиції й наводилась оператором за допомогою радіокоманд. Розроблялись три варіанти наведення — вручну візуально оператором і вперше у світі транспондер подавав радіосигнал до приладу визначення координат «Rheinland» і в обчислювальному пристрої порівнювалась з даними наземного радара. Поправка передавалась на систему управління ракети, яка приводила у дію повітряні рулі ракети. Для керування вперше у світі прийняли варіант з двома РЛС, де одна слідкувала за літаками, інша за ракетою. На екрані електронно-променевої трубки оператор суміщав дві відмітки від ракети та цілі за допомогою кнюппеля — своєрідного джойстика.
При довжині 7,65 м, масі більш як 4 т бойова частина осколкової дії містила 100 кг твердої конденсованої вибухівки, 206 кг рідкої вибухівки й додатково міг детонувати балон зі стисненим азотом. Схожий принцип був повторений у ракетах лише через десятиліття.
На основі даної ракети в СРСР розробили зенітні ракети Р-101, Р-11, Р-11ФМ, у США ракети серії Hermes.